# Colégio Suíço-Brasileiro de Curitiba

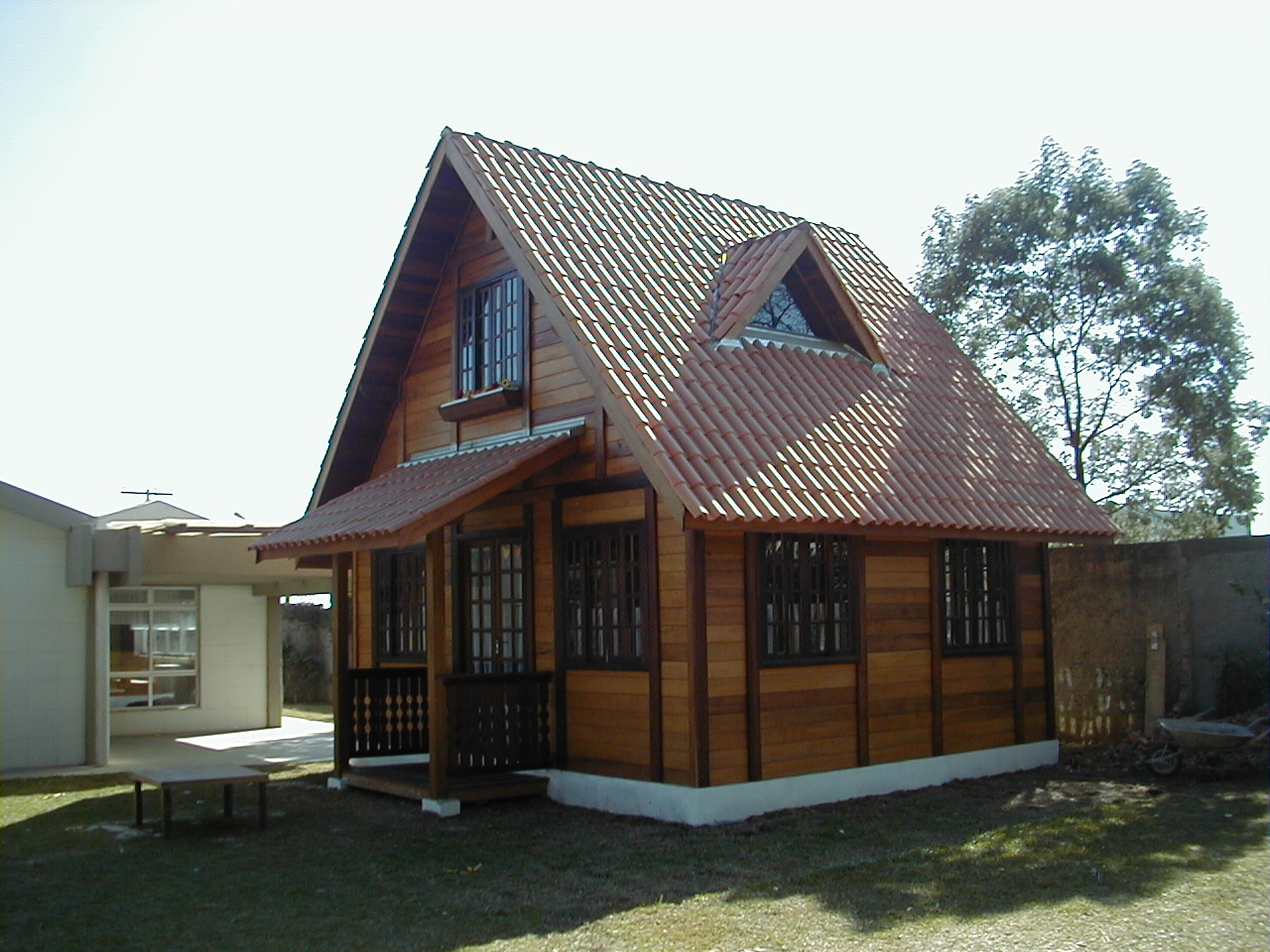
Chalé para um grupo de jardim de infância do Colégio Suíço-Brasileiro de Curitiba

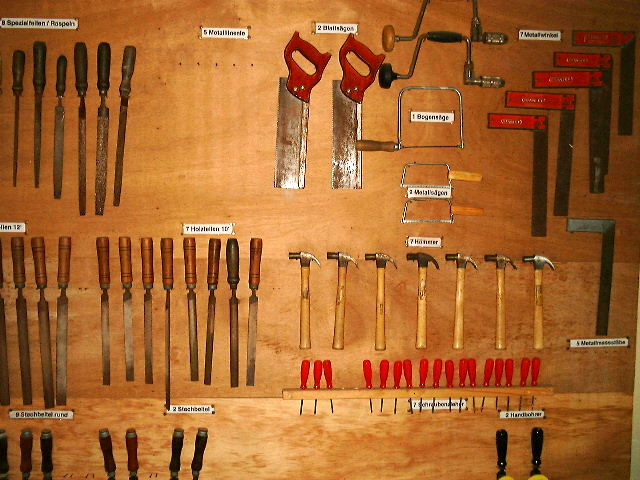
Parede de ferramentas na disciplina "Werken" (Trabalhos Manuais) do Colégio Suíça-Brasileiro de Curitiba

O Colégio Suíço-Brasileiro de Curitiba (em alemão: Schweizerschule Curitiba) é uma escola internacional, bilíngue particular reconhecida pelo estado brasileiro do Paraná e também pela Suíça. É a única escola em Curitiba com alemão e português como idiomas de instrução. A escola inclui ensino infantil,  fundamental e médio. Os estudantes podem adquirir diplomas em alemão, inglês e francês  e concluir o ensino médio com o Diploma Internacional de Bacharelado , que permite o acesso a muitas universidades e faculdades no Brasil e no exterior. A escola está localizada em Pinhais, na região metropolitana de Curitiba.

## História
A construção da gigantesca usina hidrelétrica binacional de Itaipú, onde a  ABB (então Brown, Bovery & Cie, abreviada para BBC) e outras empresas europeias também estavam envolvidas, muitos especialistas da Suíça, Alemanha e Áustria se mudaram para Curitiba. Com eles começa a história do Colégio Suíço-Brasileira de Curitiba. 
Em 1979, foi fundada a "Associação Colégio Suíço-Brasileiro de Curitiba". O colégio foi aberto em 1980. Sob o patrocínio do cantão de Aargau, em 1983, o Governo Suíço reconheceu o colégio. No mesmo ano mudou-se o colégio para um prédio alugado no bairro Água Verde em Curitiba. O ano letivo do 1993 iniciou com a inauguração do novo edifício em Pinhais. Em 1995 acrescentou-se a parte da educação infantil e em 1999 foi construído o edifício que alberga o ensino médio com várias salas de aula, dois laboratórios de ciências naturais e um salão de atos. Além disso, o Colégio tornou-se membro da International Baccalaureate Organization (IBO).
No ano de 2000 foi inaugurado o chalé para a creche para crianças de 3 a 4 anos. No mesmo ano o Colégio Suíço-Brasileiro de Curitiba fusionou com a Escola Suíça-Brasileira de São Paulo. No ano de 2001 formaram-se os primeiros alunos do colégio com o diploma do Bacharelado Internacional (IB). Desde 2002 o colégio dispõe de uma biblioteca bilíngue. Em 2007, o colégio aumentou a sua infraestrutura com mais um chalé e novas salas para o acompanhamento de crianças à tarde, para o ensino dos trabalhos manuais, a manutenção e com um pavilhão de esporte. Em 2010 o colégio obteve o certificado ISO 9001/2008. Em 2018 iniciou-se a ampliação de colégio com um novo complexo de edifícios em um terreno vizinho. Em 2020 foi inaugurado o novo prédio da instituição.

## Infraestrutura
Além das salas de aula necessárias, os alunos têm um pavilhão esportivo, uma biblioteca bilíngue, dois laboratórios científicos, uma sala de informática, um workshop para a disciplina de trabalhos manuais, um auditório, uma cafeteria e vários espaços ao ar livre para o recreio.

## Web links
- Site do Colégio Suíço-Brasileiro de Curitiba e da Escola Suíça-Brasileira de São Paulo
- Escolas suíças no exterior (Departamento Federal de Relações Exteriores) (disponível em inglês, alemão, francês, italiano)
- Organização Suíços no Exterior (Departamento Federal de Relações Exteriores) (disponível em inglês, alemão, francês, italiano)
- Escolas suíças em todo o mundo por educationswiss
- Organização Suíços no Exterior (Wikipedia)
- Escolas suíças no exterior (em alemão e francês)